# دیاراندآراج

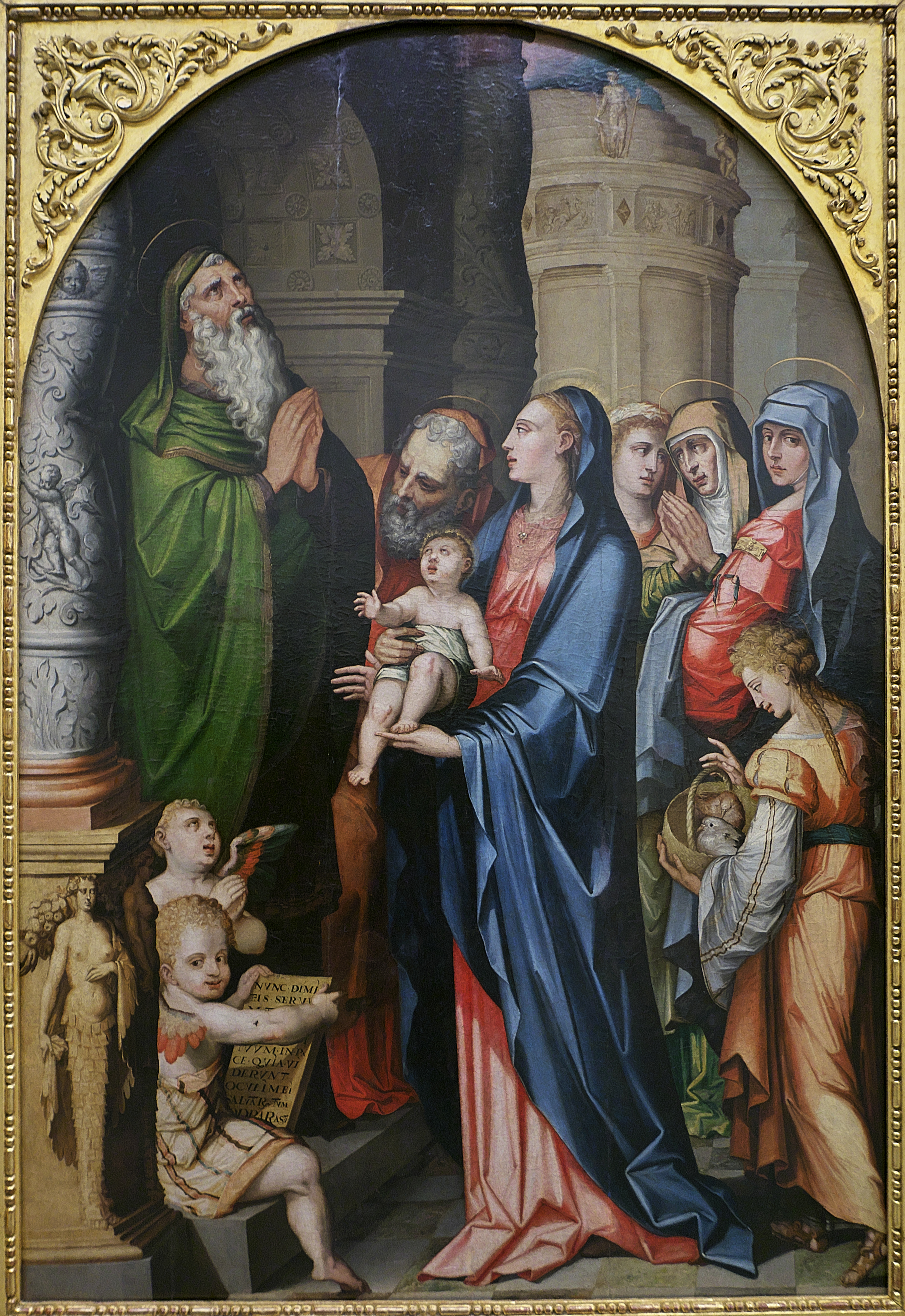
La Purificación، لوئیس دو وارگاس

دیاراندآراج یا درندز (به زبان ارمنی Տրնդեզ - به زبان لاتین Derendez)، به معنی (پیشوازی خدایگان) یکی از جشن‌های مهم کلیسای حواری ارمنی و از جشن‌های مشترک ایرانیان و ارمنیان است.

## ریشه نام دیاراندآراج یا درندز
در زبان عامیانه، (پیشوازی خدایگان) را «درانداس» و «درندز» می‌نامند، گاه نیز به مثابه رسمی بازمانده از مهرپرستی، (مِلِت) نامیده شده‌است. پیشوازی خدایگان به معنی برخاستن در برابر خدایگان و پیش خدایگان ایستادن و به پیشواز رفتن و استقبال کردن است.
چهارشنبه‌سوری همسان و همانند جشن پیشوازی خدایگان یا درندز ارمنیان است و بازمانده مهرپرستی، یعنی جشن ایزد آتش شمرده می‌شود. ایزد میترا از دید مردمان و جهان ناپیدا بود، اما در آسمان به شکل خورشید و در زمین به شکل آتش دیده می‌شود و بدین سان، مهر همانند خورشید می‌گشت.
واژه عامیانه «درنداس» که برای دیارانداراج یعنی پیشوازی خدایگان به کار می‌رود همان «تیرانداز» فارسی، و پرتاب‌کننده تیر است و روزگاری یکی از جشن‌های ویژه ایزد تیر بود.

## تاریخ
در ارمنستان باستان آتش را دارای صفات زنانه می‌دانستند و برای آب صفات مردانه قائل بودند. بنا بر افسانه‌ای در «کوه پاقات» خانه آرامازد و آستقیک قرار داشت و کمی پایین‌تر از کوه خانه آتش واقع شده بود؛ آتشی جاودان و خاموشی نشدنی. در پای کوه نیز چشمه‌ای بزرگ وجود داشت. آتش و آب خواهر و برادر بودند به این سبب هیچ‌کس خاکستر را دور نمی‌ریخت، بلکه خاکستر را با اشک (آب) برادر پاک می‌کرد. علاوه بر آب و آتش، خاکستر نیز مقدس شمرده می‌شد.
میهر (اساطیر ارمنی) در نزد ارمنیان ایزد روشنی، خورشید و آتش بود و پرستشگاه او در روستای «باگایاریج» در شهرستان «درجان» (غرب ارمنستان باستان در نزدیکی مرزهای روم بود) در ارمنستان کوچک جای داشت که در زمان تیگران بزرگ مورد پرستش قرار می‌گرفت. گریگور روشنگر پرستشگاه او را ویران کرد و دارایی آن را به کلیسا بخشید.

پیشوازی خدایگان جشن وقف عیسی چهل روزه به عبادت گاه است. یوسف و مریم خدازای، عیسی نوزاد را که چهل روزه بود، بنا بر آیین موسی، به عبادت گاه بردند تا وقف خداوند کنند. در آنجا، سیمون پیر به پیشواز آمد. روح القدس به او وعده داده بود که تا مسیح منجی را نبیند چشم فرو نمی‌بندد. او نوزاد را در آغوش گرفت و خداوند را سپاس و درود گفت، که او را ارزانی دیدن منجی بنی‌اسرائیل کرده‌است. نوزاد را دعای خیر کرد و گفت: 
«خدایگانا، بنده ات را با آرامش رها کن، زیرا من آن منجی را که تو برای جمله اقوام فرستاده‌ای دیدم. من دیدم آن پرتو را که باید روشنگر اقوام باشد و آن فره را که از برای قوم بنی اسرائیل توست.»

## جشن درندز در کلیسای ارمنی
جشن پیشوازی خدایگان جشنی ایستاست که در ۱۴ فوریه (برابر با ۲۵ بهمن) برگزار می‌شود. در شامگاه ۱۳ فوریه، پس از تشریفات کلیسایی، مراسم پیش جشن و دشتستان (دشتستان به ارمنی آنداستان، مراسم تبرک باغ و کشتزار و دشت را گویند) برگزار می‌شود، شمع توزیع می‌کنند و روحانی برگزارکننده مراسم شمع‌های روی میز صحن کلیسا را روشن می‌کند. پس از پایان تشریفات کلیسایی، دینداران شمع‌های خود را روشن کرده به خانه می‌برند. پس از مراسم کلیسا، بنا بر رسمی دیرین، در حیاط کلیسا آتش می‌افروزند. دربارهٔ روشن کردن آتش، هیچ قانون و اصلی در مسیحیت و کلیسا وجود ندارد.

## رسوم در جشن درندز
در جلفای قدیم، جوانان ارمنی که در همان سال ازدواج کرده بودند بوته خار را در حیاط کلیسا آماده می‌کردند. به هنگام برگزاری مراسم، همان جوانان با شمع‌های روشن در دست در جلوی بوته به صف می‌ایستادند. زمانی که کشیش در حین اجرای مراسم با شمع خود بوته را آتش می‌زد، آن نو همسران نیز در پی او آتش را روشن می‌کردند. سپس جوان‌ها با شمع‌های روشن به خانه‌هایشان، که پیش تر بوته‌های کوچکی در آن آماده شده بود، بازمی‌گشتند و با آن شمع‌ها بوته‌ها را آتش می‌زدند و از روی بوته‌های افروخته می‌پریدند. در آن شامگاه، خویشان و بستگان نو همسران برای نوعروس خوراکی‌های گوناگون می‌آوردند که آن را «خونچا» (خونچا شکل ارمنی شده واژه فارسی خوانچه به معنی خوان و سفره کوچک است) می‌نامیدند.